# Lindsey Stirling (álbum)
Lindsey Stirling é o álbum de estreia epônimo da violinista estadunidense. Foi lançado em 18 de setembro de 2012 pela BridgeTone Records.

## Lista de faixas
| N.º | Título                   | Duração |  |
| 1.  | "Electric Daisy Violin"  | 3:15    |  |
| 2.  | "Zi-Zi's Journey"        | 3:16    |  |
| 3.  | "Crystallize"            | 4:18    |  |
| 4.  | "Song of the Caged Bird" | 3:05    |  |
| 5.  | "Moon Trance"            | 3:55    |  |
| 6.  | "Minimal Beat"           | 3:35    |  |
| 7.  | "Transcendence"          | 3:45    |  |
| 8.  | "Elements"               | 4:07    |  |
| 9.  | "Shadows"                | 3:43    |  |
| 10. | "Spontaneous Me"         | 3:29    |  |
| 11. | "Anti Gravity"           | 3:56    |  |
| 12. | "Stars Align"            | 4:47    |  |

## Desempenho nas tabelas musicais

### Posições
| Tabela musical (2012)                    | Melhor posição |
| ---------------------------------------- | -------------- |
| Estados Unidos - Billboard 200           | 79             |
| Estados Unidos - Dance/Electronic Albums | 1              |